# 真島なおみ
真島 なおみ（まじま なおみ、1998年〈平成10年〉3月17日 - ）は、日本の女性DJ、タレント、ファッションモデル、グラビアモデル、舞台女優。埼玉県出身。170cm。ゼロイチファミリア所属。愛称は、なおみん。9頭身と呼ばれる端正な容姿を持つ。

## 略歴
2006年よりエイベックス・アーティストアカデミーに通い、歌とダンスを学ぶ。その後、『ニコ☆プチ』（新潮社）の読者モデルや『DiaDaisy』（小学館）の専属モデルなどを務める。
2018年6月7日発売の『週刊ヤングジャンプ』（集英社）にてグラビアデビューし、『FLASH』（光文社）、『フライデー』（講談社）、『週刊プレイボーイ』（集英社）など、有名雑誌に次々とグラビアを飾る。そしてサンケイスポーツ東京発刊55周年記念として開催された「サンスポGoGoクイーンオーディション」に参加し、2018年11月23日、約400人の中から高崎かなみ、大貫彩香と共に初代グランプリの栄冠に輝いた。
2019年1月10日、週刊ヤングジャンプ創刊40周年を記念した「SS ELEVEN」に選抜されるが、翌2020年2月29日、自身のSNS上にて、1月31日付でエイベックス・マネジメントを退所していたことを発表。そして翌3月1日、ゼロイチファミリアに所属したことを発表した。
2023年3月19日clubasiaにて開催された＜激ロックDJPARTYSPECIAL＞4月12日ZEROTOKYOで実施された＜ZEROTOKYORECEPTIONPARTY＞で真島ナオミ名義としてDJデビュー
2023年10月、週刊プレイボーイ創刊57周年企画「NIPPONグラドル57人」にグラビアニュージェネレーションの1人として掲載。

## 人物
- 「ドール系美少女[18][19]」と呼ばれている。
- 4歳から小学6年まで髪を染めていて、身長も小6ですでに167cmあったため、年齢より上に見られていた[18]。
- 歌うことが大好きで、現在はソロでライブ活動なども精力的に行う。2021年にABEMA『スピードワゴンの月曜The NIGHT』に出演した際には高校時代の後輩がスタッフにいたことにより、高校時代から制服姿でギターボーカルをしていたことが明らかになっている[20]。
- 特技は自撮り、歌、ダンス、大食い、英語の発音が良いことである[21]。
- 趣味はAV観賞と公言するなどなどAV好きとして知られる[22][23]。好きなジャンルは「寝取り・寝取られ・痴漢、一番好きなのは筆下ろし」[24]。行為のシーンより感情移入するまでの前置きを重要視しており[25]、ドラマ作品では演技が棒読みのほうが萌える。
- AVに出会ったきっかけはケータイ小説→エロ漫画の広告→AV配信サイトという順番[26]。
- 2020年8月1日に本人のTwitterに公開された美容院帰りの写真は、タイトなニットからはちきれんばかりの胸が強調された着衣姿とあって話題を呼び、ファンから称賛コメントが相次いだ[27]。
- ゼロイチファミリア移籍後のキャッチコピーは「令和の愛人」[20]。「スケベ担当大臣」の異名も持つ[28]。

## 出演

### 雑誌
- 小学五年生（小学館） - 読者モデル
- 小学六年生（小学館） - 読者モデル
- ニコ☆プチ（新潮社） - 読者モデル
- DiaDaisy（2009年10月 - 2010年7月、小学館） - 専属モデル
- Hana*chu→（主婦の友社） - 読者モデル
- ダンス・スタイル・キッズ（リットーミュージック） - 読者モデル
- 東京グラフィティ（グラフィティ） - 読者モデル

### テレビ
- 東京カワイイTV（2008年7月23日、NHK）
- ピラメキーノ「女心お母さんといっしょクイズ」（2009年8月17日、テレビ東京）
- ピラメキーノ「子役恋物語」（2009年8月24日 - 9月1日、テレビ東京）
- ハモネプリーグ全国大会（2011年8月30日、フジテレビ）
- グラっちゃお!（2020年3月8日、エンタメ〜テレ☆シネドラバラエティ）
- ガールガンレディ（2021年4月7日〈6日深夜〉 - 6月9日〈8日深夜〉、MBS） - 岸すみれ 役[29]
- 仮面ライダーリバイス 第3話ゲスト（2021年9月19日、テレビ朝日） - 医師 役[30]
- オトナようち園 ～ワンランクUPなライフデザインプログラム～（2025年2月3日 - 、テレビ埼玉） [31]
- FOGDOG（2025年放送予定、読売テレビ）[32]

### ネット配信
- TTFC産直シアター 仮面ライダーセイバー 第2幕（2021年06月13日、東映特撮ファンクラブ） - 有紗 役[33]
- スピードワゴンの月曜The NIGHT（2021年8月24日[34]、2022年2月15日[35]、ABEMA）
- ギルガメッシュFIGHT（2022年12月25日 - 2023年1月29日、Paravi） - 西岡亜紀 役[36]
- 転生勇者は日替わりスキルで無双する（2023年　全10エピソード　Amazon Prime Video）二ナ役

### ラジオ
- 全国こども電話相談室・リアル!（2008年10月12日 - 2010年3月28日、TBSラジオ）
- ニッポン放送イヤーエンドスペシャル・サンスポGoGoクイーンRADIO（2018年12月31日、ニッポン放送）共演：高崎かなみ、大貫彩香[37][38]
- オレたちゴチャ・まぜっ!〜集まれヤンヤン〜（2021年4月25日 -2022年4月17日 、MBSラジオ）- ヤンヤンガールズ13期生
- よゐこ有野のノーギャラジオ（2022年11月13日、MBSラジオ）

### 舞台
2016年
- メディアゲート「ホス探へようこそ 〜ザ・ファースト〜」（2016年6月22日 - 26日、横浜O-SITE） - もえ 役
- メディアゲート「ホス探へようこそ〜ザ・セカンド／アンチアレス〜」（2016年8月24日 - 28日、横浜O-SITE） - 麻耶 役

2017年
- DreamPrincess「女人劇 贋作 春のめざめ」（2017年10月19日 - 22日、築地・ブティストホール） - 少年院所長・ガホール 役
- 朝倉薫のガールズハイパーミュージカル「タイラー！」（2017年11月21日 - 26日、新宿・シアターブラッツ） - ソラ組主演・タイラー 役
- LIBERALプロデュース公演第三弾「ランドリールーム」（2017年12月14日 - 17日、中目黒・ウッディーシアター） - Aキャスト・朱里（アイドル・ジュリエット） 役

2018年
- 朝倉薫プロデュース・ガールズハイパーミュージカル「スタントウーマン！」（2018年5月22日 - 27日、シアターブラッツ） - 主演・島田アキ 役
- アリスインプロジェクト「降臨Hearts」（2018年7月11日 - 16日、新宿村LIVE） - 坂本龍馬 役
- DreamPrincess「WOMEN'S BASEBALL スリーアウト！－サヨナラ篇ー」（2018年9月5日 - 9日、新宿村LIVE） - 女子野球部5番サード・優紀 役
- アリスインプロジェクト「クォンタムメモリーズ〜量子変数の観測者〜」（2018年10月3日 - 8日、新宿村LIVE） - 木下燃 役

2019年
- DEVIL MAY CRY ー THE LIVE HACKER ー（2019年3月1日 - 10日、Zepp DiverCity TOKYO） - ライラ 役
- もぴプロジェクト『女人劇 贋作 春のめざめ』（2019年8月30日 - 9月8日、中野ザ・ポケット）- ガホール 役
- アリスインプロジェクト「アリスインデッドリースクール コネクト」（2019年11月8日 - 10日、新宿村LIVE） - 柏村香 役

2020年
- ベニバラ兎団「左ききのエレン-横浜のバスキア篇-」（2020年11月25日 - 29日、横浜テアトルフォンテ） - 岸あやの 役

2021年
- ベニバラ兎団「左ききのエレン-バンクシーのゲーム篇-」（2021年1月19日 - 24日、六行会ホール） - 岸あやの 役

2024年
- NIKKE THE STAGE（2024年6月6日 - 9日、こくみん共済 coop ホール/スペース・ゼロ） - マリアン 役
- 松平健芸能生活50周年記念公演（2024年7月6日 - 31日、明治座）

### イベント
- T☆LOVE COLLECTION - ショーモデル
- STYLING COLLECTION] - ショーモデル
- バンタンファッションショー - ショーモデル
- DANCE NATION公式 DANCE NATION DOLLS - ダンサー/モデル
- ファーストイメージ「好きです。」DVD/Blu-ray発売記念イベント（2018年9月17日、ソフマップAKIBA④号店アミューズメント館8Fイベントスペース）[47][48][49][50]
- セカンドイメージ「Memory」DVD/Blu-ray発売記念イベント（2018年12月1日、ソフマップAKIBA④号店アミューズメント館8Fイベントスペース）[51][52][53][54]

## 作品

### イメージDVD
- 好きです。（DVD/Blu-ray）（2018年8月24日、竹書房、収録時間90分）※Blu-ray版同時発売[55][56][57][58]
- Memory（DVD/Blu-ray）（2018年11月22日、イーネット・フロンティア、収録時間107分）[59][60][61][62]
- if…（2019年3月20日、ラインコミュニケーションズ、収録時間102分）[63][64]

### 写真集
- a-books GRAVURE 2018（2018年8月3日、エイベックス・マネジメント / メディア・パル）ISBN 978-4-8021-9218-7[65]
- a-books GRAVURE -Anthology-（2019年3月22日、エイベックス・マネジメント / メディア・パル）ISBN 978-4-8021-9240-8
- 1st写真集「Swamped」（2023年11月29日、講談社）[66] ISBN 978-4065341520

### デジタル写真集
- YJ PHOTO BOOK（Kindle本）「不思議な少女の秘密の花園」（2018年6月7日、集英社）[67]
- FLASHデジタル写真集（Kindle本）「仮想ナース」（2018年8月31日、光文社）
- 週プレ PHOTO BOOK 出口亜梨沙&真島なおみ写真集「禁断のふたり」（2023年4月3日、集英社、撮影：前康輔）
- 週プレnet Extra「EX747 Majima Naomi『美少女と妄想』」（2018年9月、集英社）[68][69]
- 週プレ PHOTO BOOK「また同じ夢を見た」【終末のハーレムコラボグラビア　東堂晶役】（2022年2月21日、集英社）
- 週プレ PHOTO BOOK「令和の愛人」（2022年7月4日、集英社）
- FRIDAYデジタル写真集「真島沼」（2023年7月21日、講談社）
- 週刊ポストデジタル写真集「愛しくてジェラシー」（2024年4月1日、小学館）

### フォトブック
- Breezing（2020年12月10日、イマコレ）[70]

## その他
＊　Naomi.AI(2023年10月30日よりSpiral.AI株式会社による「真島なおみ」と会話できる日本初のAlコミュニケーションサービス提供開始）